# Elena Negueroles Colomer
Elena Negueroles Colomer (Alzira, 1949) és una pintora valenciana i va ser membre del Consell Valencià de Cultura de la Generalitat Valenciana. Està casada amb Fernando Roig Alfonso i és mare de dos fills.

## Carrera
Educada per les mares franciscanes en el Col·legi la Puríssima de la seua ciutat natal i en l'Institut de Batxillerat Sant Vicent Ferrer de València, va cursar estudis de periodisme a l'Escola de Periodisme de l'Església de València, graduant-se a l'Escola Oficial de Periodisme de Madrid.
Va estudiar pintura en l'Acadèmia de Maruja Cabrelles Sigüenza de València, Luís Reyna de Sevilla i, posteriorment, a l'Escola Superior d'Arts i Oficis i l'Escola Superior de la Reial Acadèmia de Belles arts de Sant Carles de València.

## Exposicions col·lectives[2]
- Museu de la Ciutat, València, 2003.
- Arteba, Buenos Aires, Argentina, 2001.
- Allermabe Gallery, Londres, Regne Unit, 1996.
- Galeria CC 22, Madrid 1996.
- Museu de Malta, Malta 1993.
- Fira de New York, Nova York, Estats Units d'Amèrica, 1993.
- Galeria Güedj, Lió, França, 1992.
- Art, Santander 1992, 1993 i 1995.
- Galeria Robin-Leadouze, París, França, 1990.
- Galeria Robin-Leadouze, Cannes, França, 1990.
- Galeria Robin-Leadouze, Tòquio, Japó, 1990.
- Galeria Robin-Leadouze, Abidján, Costa d'Ivori, 1990.
- Interarte, València 1985, 1987, 1988, 1989, 1992, 1993 i 1995.
- Galeria Maite Muñoz, Madrid 1982.

## Exposicions Individuals[2]
- Galeria Estil, València 2009.
- Ajuntament de València, València 2009.
- Palau de la Música, València 2002.
- Museu de Rosario, Argentina 2001.
- Drassanes, València 2000.
- Galeria Sam Benady, Madrid 1995.
- Caja Jalón, Saragossa, 1994.
- Galeria L'Eixample, València 1991.
- Sala d'Exposicions Casa de Cultura, Alzira 1989.
- Galeria Laurens, París, França, 1987.
- Galeria Nadal, Palma 1987.
- Galeria Maite Muñoz, Barcelona 1986.
- Galeria Amics, Alacant 1985.
- Sala Gabernia, València 1984 i 1989.
- Casino Antic, Castelló de la Plana 1983.
- Galeria Skyros, Castelló de la Plana 1981.
- Círculo Alcireño, Alzira 1980.